# Hypolimnas bolina
Hypolimnas bolina  (лат.) — вид дневных бабочек из семейства нимфалид (Nymphalidae). Видовой эпитет был дан в честь героини древнегреческой мифологии — Болины, нимфы, которая любила Аполлона. Присутствует на почтовых марках Науру. У самцов часто встречаются ломанные крылья, из-за сражений за самок.

## Описание

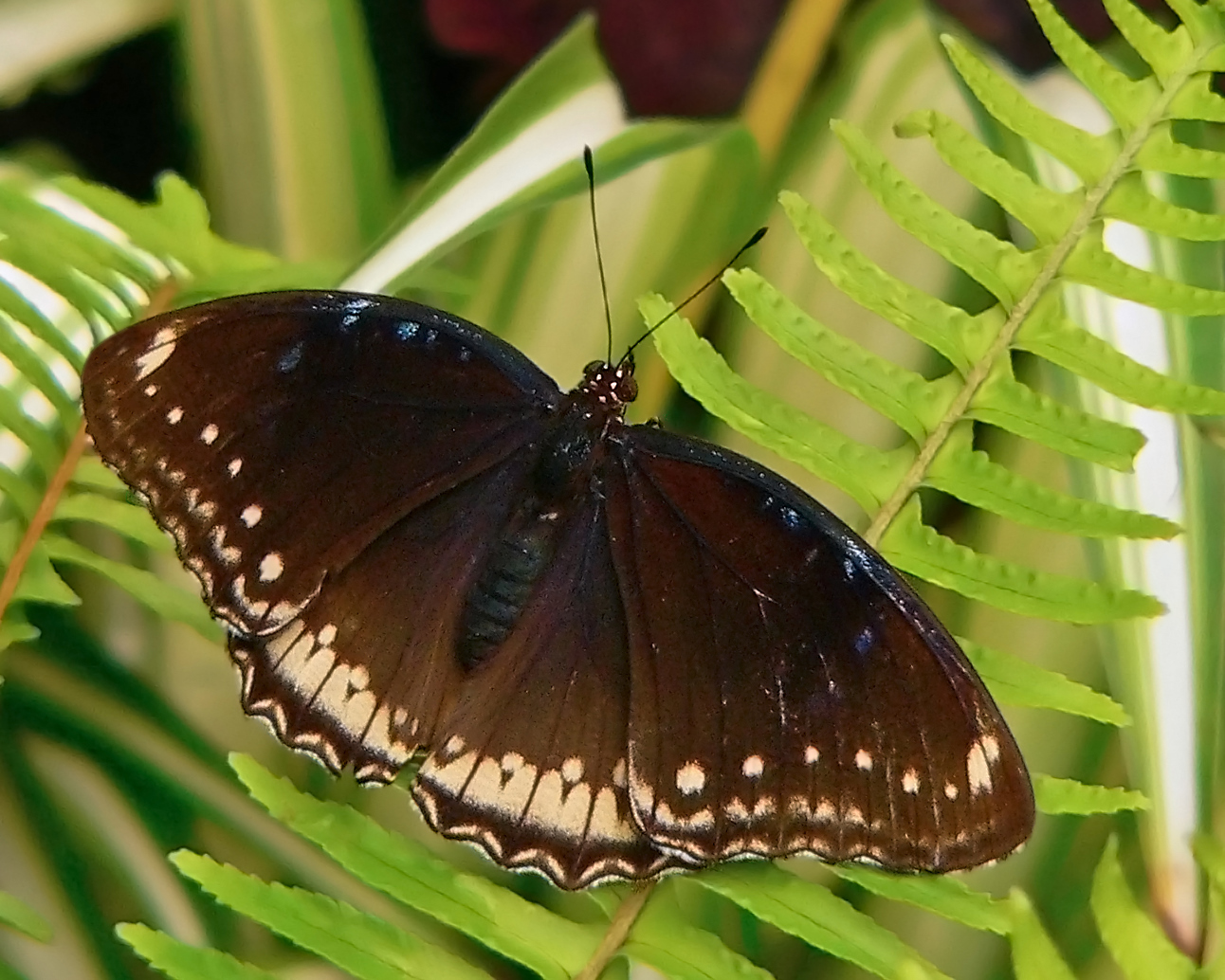
Самка

Крупные бабочки с пёстрой окраской. Длина переднего крыла 33—47 мм. Самки крупнее самцов. Крылья у обоих полов чёрного цвета. Задние крылья самца и самки снизу с узкой белой перевязью, не несущей черное пятно на переденем крае, или без перевязи. Светлые пятна на верхней стороне на переднем крыле маленькие. Переднее крыло с вытянутыми белым субапикальным и срединным пятнами. Заднее крыло с маленьким округлым срединным пятном. Срединные пятна голубоватые. Рисунок на крыльях самки весьма изменчив, но фоновый цвет крыльев всегда черный, иногда с рыжим пятном у заднего края переднего крыла. Центральная ячейка переднего крыла замкнутая. Глаза голые. Губные щупики покрыты волосками. Центральная ячейка на задних крыльях может быть, как замкнутой, так и нет. На передних крыльях жилки R1, R2 не ветвятся и берут начало от центральной ячейки. R3, R4, R5 имеют общий ствол, который также начинается от центральной ячейки. К костальному краю переднего крыла выходят жилки R1 и R2, R3 выходит к вершине, а к внешнему краю крыла — R4, R5. Размах крыльев у самца — 8 см, а у самок — 9 см.

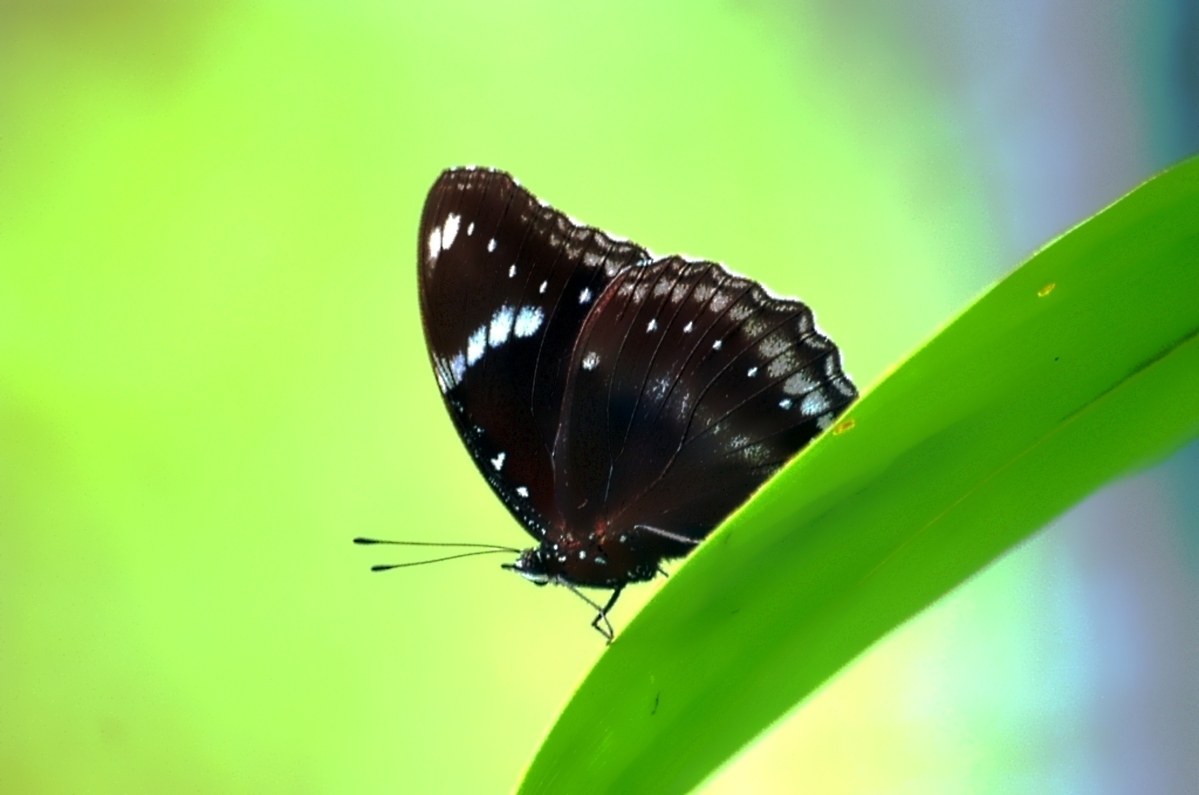
Нижняя сторона крыльев, самец

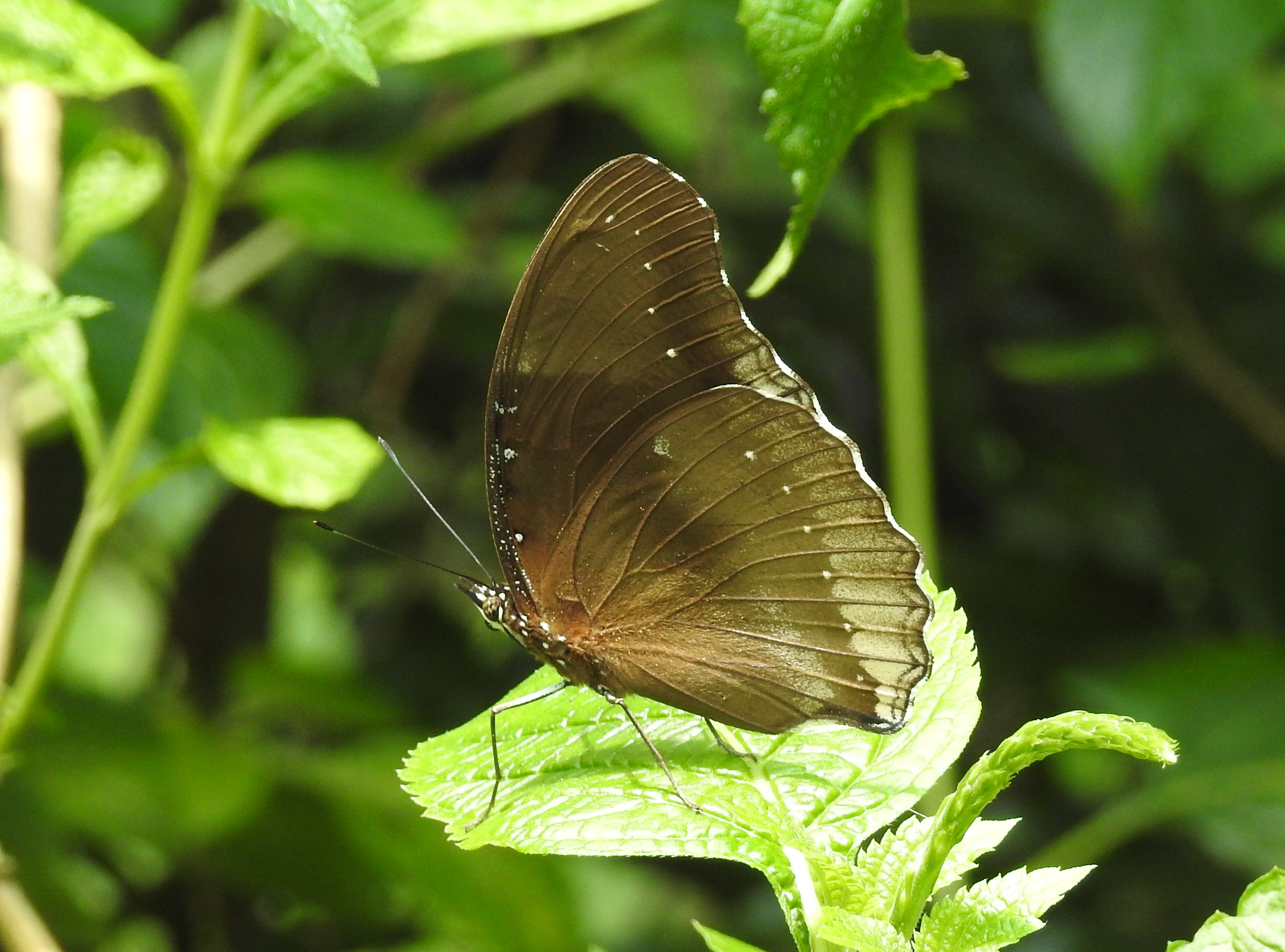
Нижняя сторона крыльев, самка

В западной части своего ареала, самки этого вида бабочек мимикрируют под представителей рода бабочек из подсемейства данаид — Euploea; на востоке своего ареала, эта бабочка полиморфична, а большинство форм на востоке не мимикрируют. Полиморфизм ограничен полом самки и контролируется двумя несцепленными локусами, один с двумя аллеломорфами, E и e, определяющими степень темной пигментации, другой с тремя аллеломорфами, P, Pn и p, определяющими наличие и распространение оранжево-коричневого цвета на кпыле. Только бабочки генотипов EEpp и в меньшей степени Eepp являются имитаторами Euploea. Детали миметического паттерна находятся под многофакторным контролем, следуя таковым в их локальной модели, как и большая часть вариаций внутри не мимикрирующих форм, особенно в отношении распределения белых и синих чешуек.

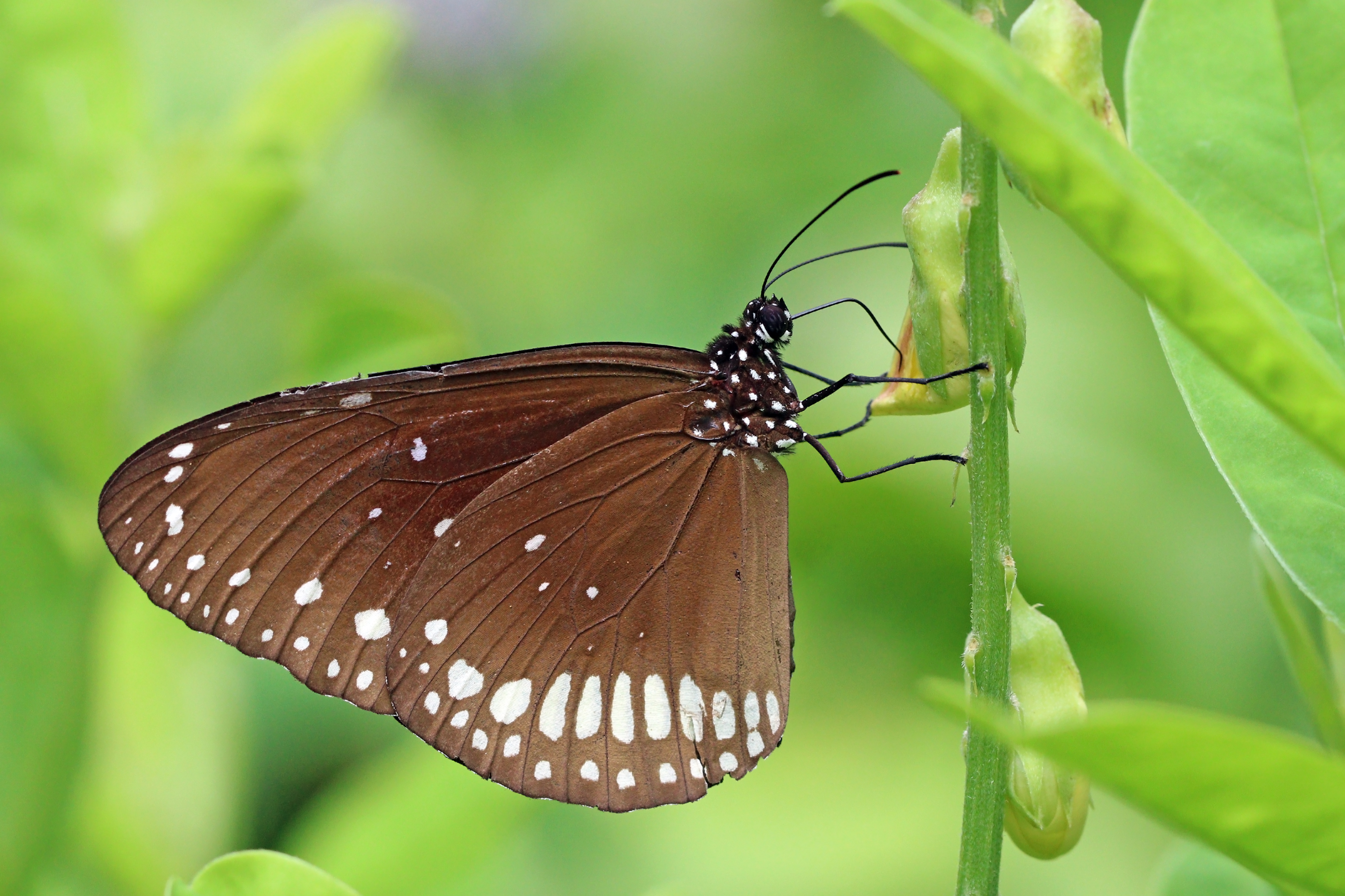
Euploea core

## Ареал
Япония, Корейский полуостров, Китай, Индия, тропики Восточной Азии, Мадагаскар, остров Пасхи, Питкэрн. В 1993 и 2014 годах, данный вид бабочек обнаруживался на острове Масира (Йемен), и в Объединённых Арабских Эмиратах; скорее всего, они прилетели с Индостана. А появление этих бабочек в Новой Зеландии, по-видимому, связано с попутными ветрами в периоды миграции из Австралии с апреля по июнь.

## Биология

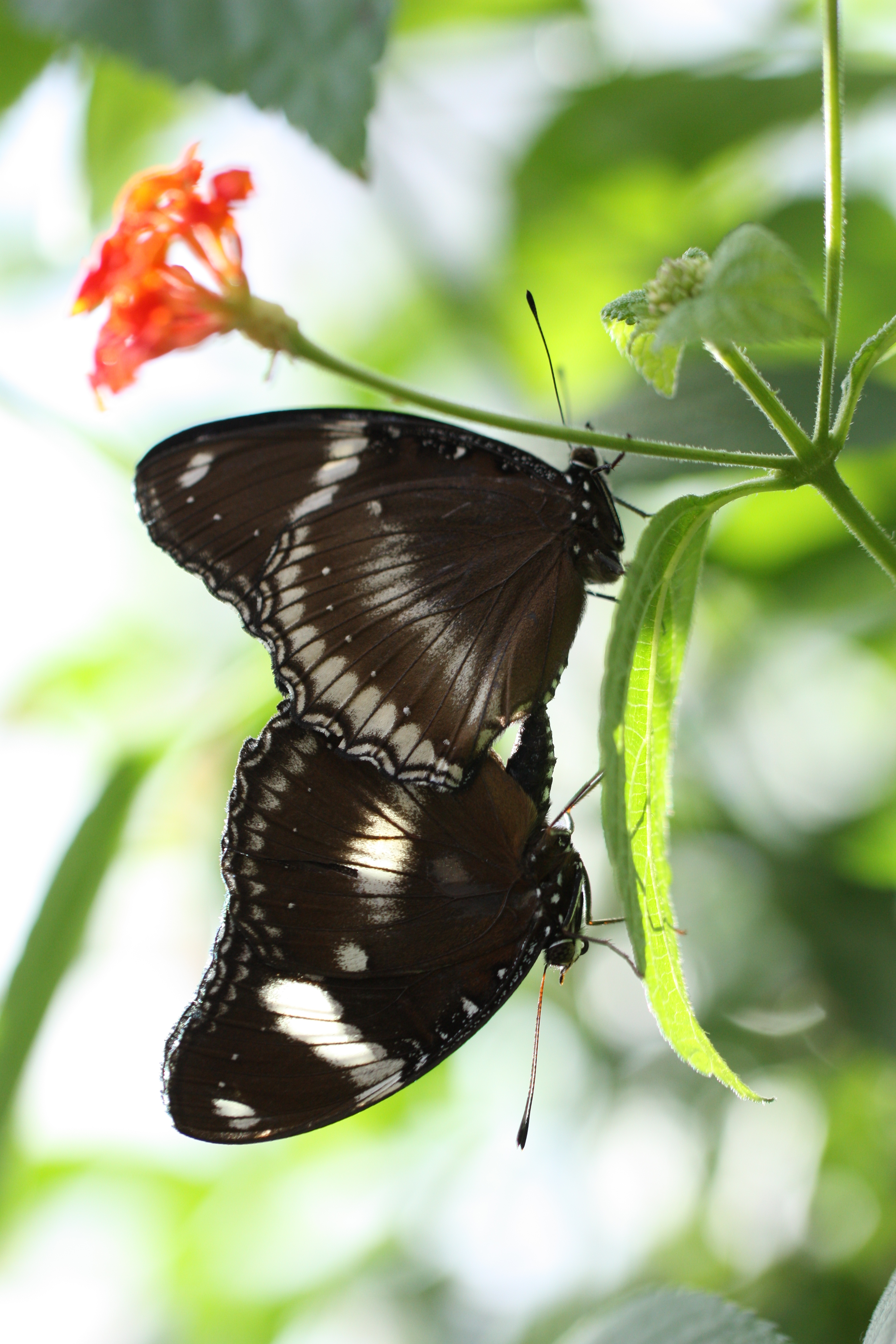
Спаривание

Кормовые растения гусениц — род Ipomoea и род Alternanthera. Бабочки встречаются в любых открытых биотопах. Самцы спариваются на растении Sida rhombifolia — одно из тех растений, которыми питаются гусеницы этой бабочки. Взрослые бабочки питаются на цветках рода лантана. Тело гусеницы тёмно-коричневого, либо чёрного цвета с оранжево-жёлтыми шипами и жёлтой линией, а кончик последнего сегмента оранжевый.

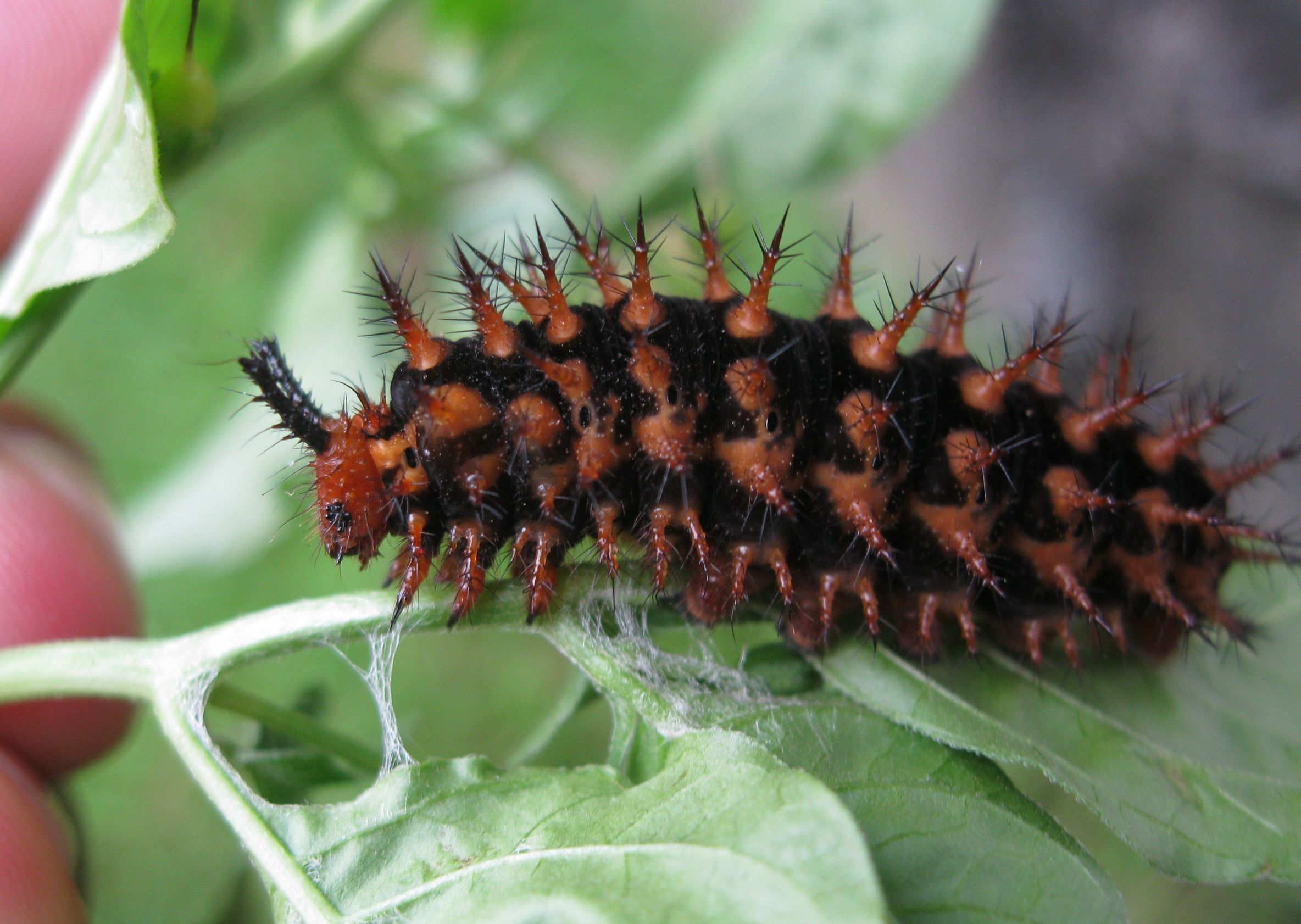
Гусеница

Гусеницы также могут дорастать до длины 6 см. Есть также 2 шипа на голове, которые бывают либо чёрными, либо оранжевыми.

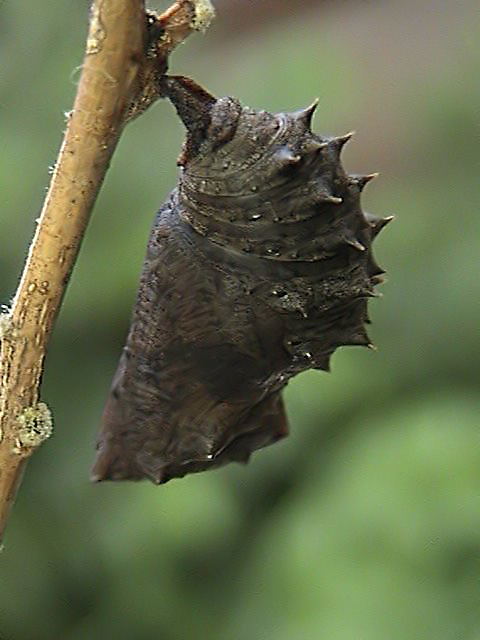
Куколка

Куколка коричневая, с чёрными шипами. Её длина — 3 см. Яйца шаровидные, бледно-желтые или зеленые. Они откладываются небольшими неправильными группами под листьями пищевых растений. Самки бабочек склонны защищать растения, на которые они отложили яйца. Самцы этих бабочек, развиваясь в яйцах, часто могут быть атакованы бактериями из рода Wolbachia, но у некоторых популяций к этим бактериям есть иммунитет. Стадия яйца длится 3 дня при температуре 25°C.

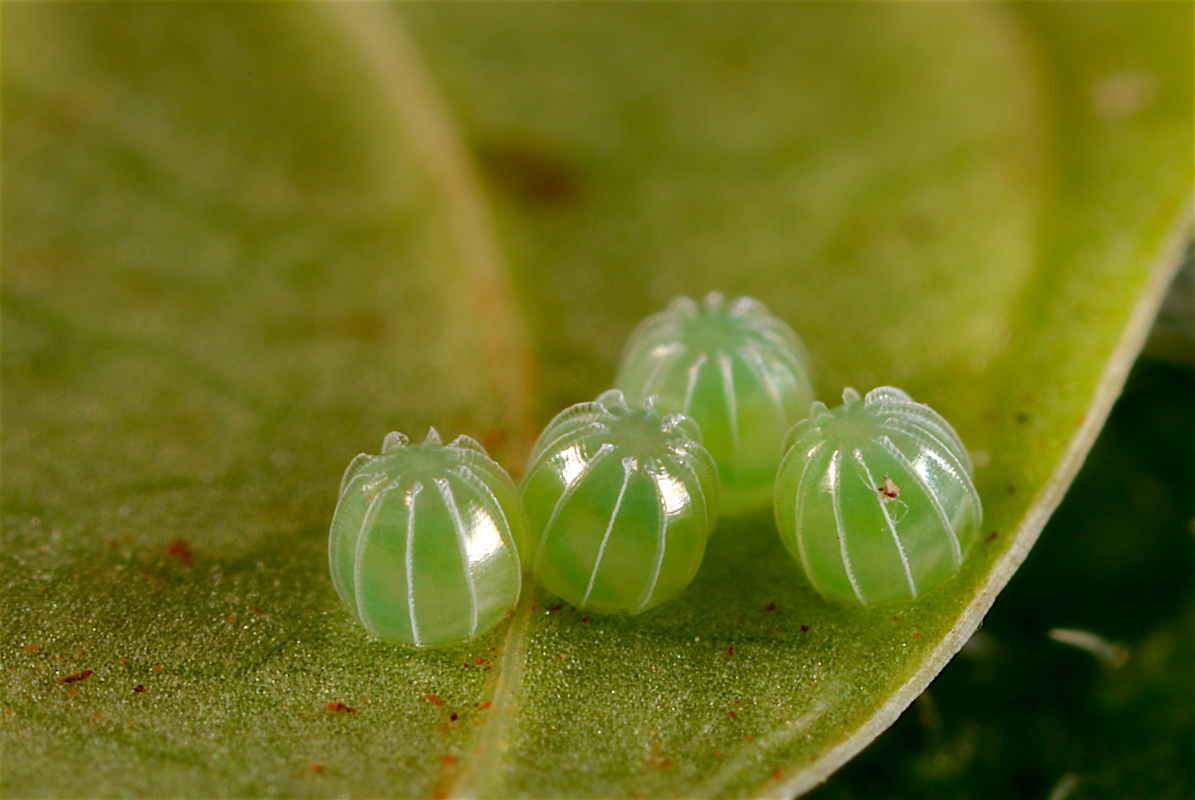
Яйца

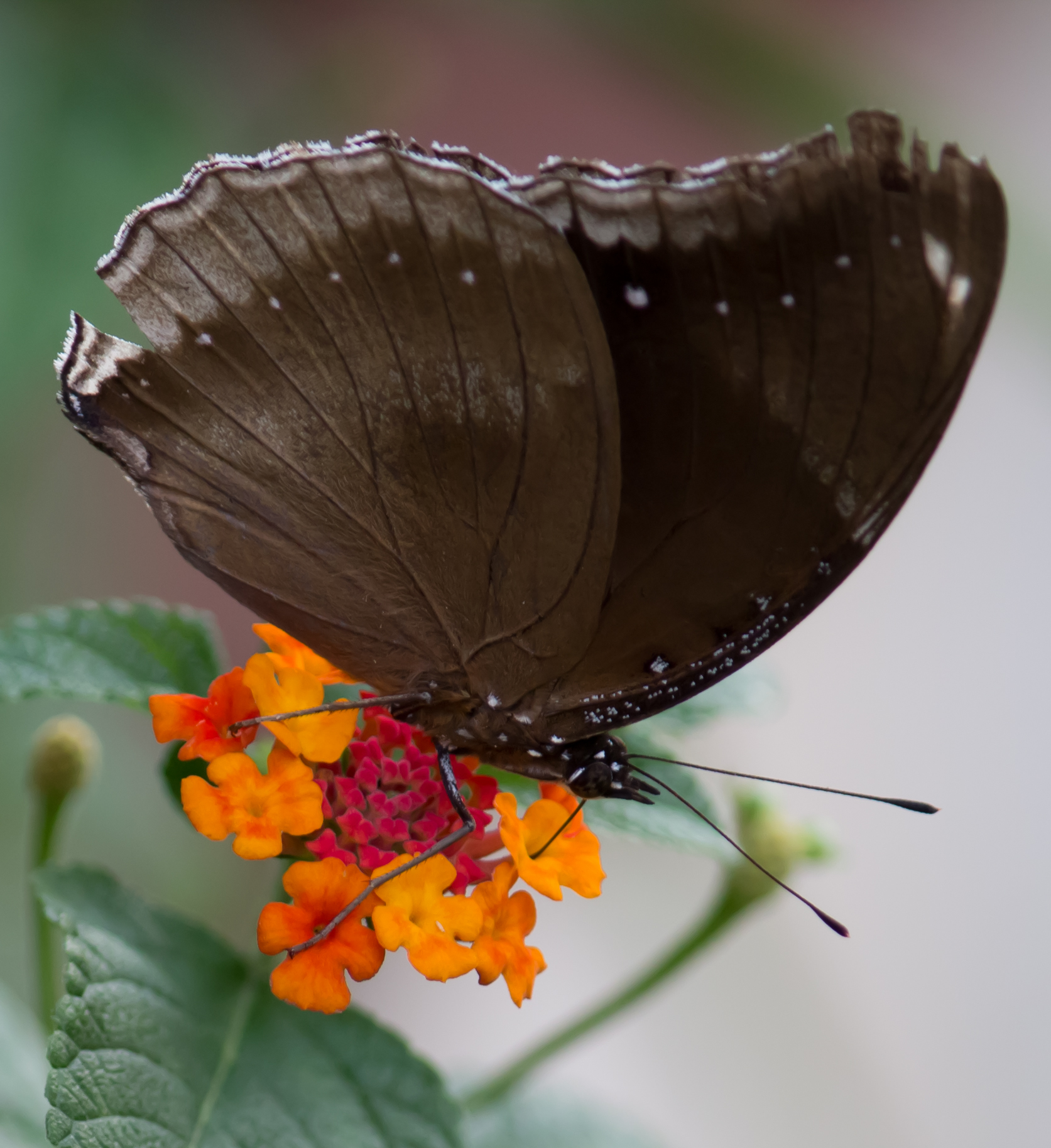
На цветке

### Различия в разных условиях развития
Значительная разница развития молоди этого вида была обнаружена в ответ на обе переменные: более низкие температуры и более короткая продолжительность светового дня приводили к снижению скорости развития и увеличению размера в зрелом возрасте. Хотя молодые особи росли медленнее с понижением температуры, они росли быстрее с уменьшением длины дня. Время созревания яичников также было связано с периодом выращивания; в то время как взрослые особи «длинного дня» (13,5 часов) имели беременные яичники через 10 дней, яичники взрослых «коротких дней» (11,5 часов) либо регрессировали, либо почти регрессировали. Эти предварительные результаты предполагают, что изменение размера, наблюдаемое в полевых популяциях H. bolina, может не полностью объясняться изменениями температуры развития и, более того, что фотопериод может использоваться этим тропическим видом в качестве экологического ориентира для определения сезонного времени размножения.

### Хищники
На Гуам было завезено около 100 видов насекомых для биологического контроля вредителей. И 2 из них, Trichogramma chilonis и Brachymeria lasus нападают на H. bolina. Местные хищники и паразитоиды были основной причиной смертности H. bolina, но B. lasus паразитировал на 24% куколок этой бабочки и в некоторые месяцы был важным фактором смертности. T. chilonis же мало влиял на H. bolina. Среди естественных хищников и паразитов на острове Гуам, есть такие роды насекомых, как Telenomus и Oencyrtus.

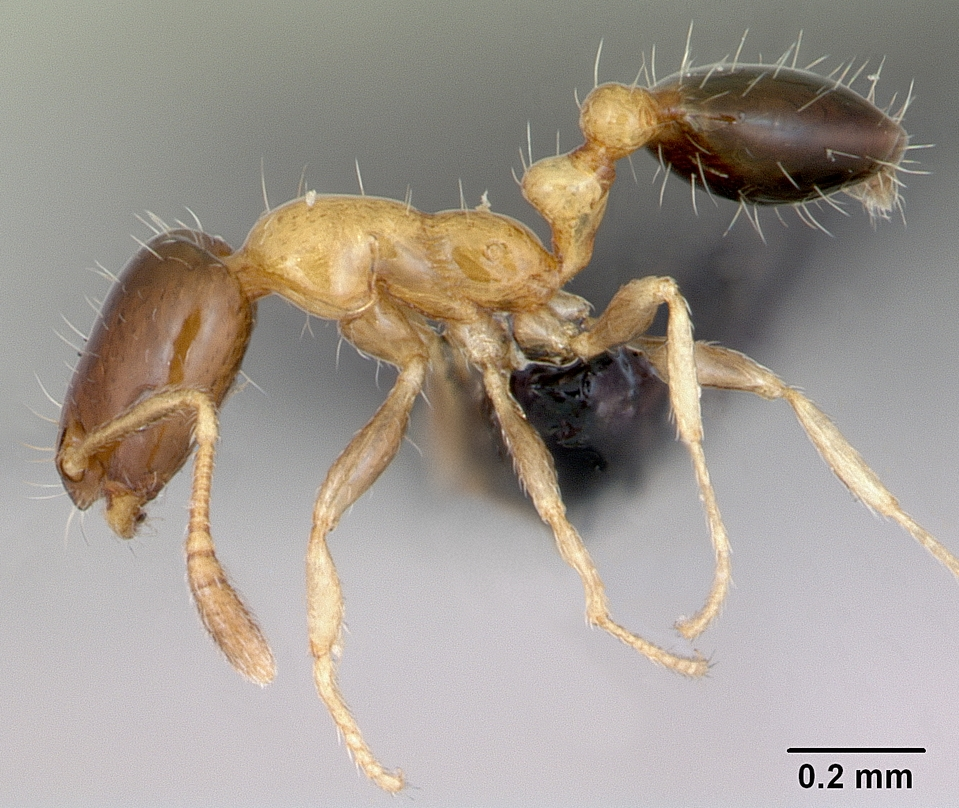
Monomorium floricola

Муравьи Monomorium floricola, Solenopsis geminata, и Tapinoma minutum также играли роль в смертности бабочки; и смертность от них высока, когда яиц отложено мало, и низка, когда яиц отложено много. Также высока смертность, будучи гусеницей, но них не было обнаружено признаков паразитирования. На гусениц охотятся завезённые насекомые, среди которых есть богомол Hierodula patellifera и клоп из семейства настоящих щитников Eocanthecona furcellata.

### Диапауза
Поскольку сезонность в тропической среде определяется изменением количества осадков, ожидается, что тропические организмы-фитофаги проявят механизмы побега в пространстве и времени, которые позволят им синхронизировать свои усилия по размножению с подходящим влажным периодом года. Эта гипотеза была рассмотрена при изучении фенологии размножения бабочки Hypolimnas bolina во влажно-сухих тропиках Австралии. Этот вид предпочитает небольшие травянистые кормовые растения для гусениц, которые либо ежегодно отмирают, либо демонстрируют заметное ухудшение качества листьев в засушливый сезон. Как и ожидалось, репродуктивная активность H. bolina в значительной степени коррелировала как с количеством осадков, так и с влажностью, при этом особи проводят часть засушливого сезона (с начала апреля до конца августа), укрываясь в местах зимовки в состоянии репродуктивной диапаузы. Сроки периода зимовки были одинаковыми в течение двух лет, что говорит о том, что особи реагируют на сезонно предсказуемые сигналы, такие как фотопериод. По крайней мере, в 1998 г. уход бабочек с мест зимовки был относительно внезапным и совпал с первыми весенними осадками. Эти данные свидетельствуют о том, что H. bolina справляется с сезонными неблагоприятными условиями в тропиках с помощью регулярной диапаузы.

## Генетика
Всего в геноме бабочки имеется 31 хромосома. В 25 хромосоме имеется геномная область, которая необходима для подавления гибели самцов от вольбахий.
С 1924 года известно, что часть самок бабочки H. bolina производит только дочерей, тогда как у других самок соотношение полов составляет 1: 1. Настоящие результаты подтверждают это, а также показывают, что иногда рождается несколько самцов. Производство выводков с нарушенным соотношением полов наследуется исключительно по материнской линии. Путем цитологического определения пола зародышей и гусениц и наблюдения за смертностью зародышей и куколки были получены доказательства того, что дефицит самцов связан с их очень высокой смертностью на пятом возрасте. Предполагается, что аномальное соотношение полов связано с инфекционным цитоплазматическим фактором (присутствие спирохет, как у дрозофилы, было исключено), в отличие от бабочки Acraea encedon, у которой постулировался мейотический дрейф Y-хромосомы. Выдвигается точка зрения, что полиморфизм у H. bolina поддерживается за счет того, что часть самок, которые рожают только дочерей находятся в небольшом невыгодном положении, а их численность поддерживается за счет унаследования от неидентифицированного вида-резервуара.

## Подвиды
Список подвидов:
- H. b. bolina (Linnaeus, 1758)
- H. b. constans (Butler, 1875)
- H. b. enganica Fruhstorfer, 1904
- H. b. gigas (Oberthür, 1879)
- H. b. incommoda Butler, 1879
- H. b. inconstans Butler, 1873

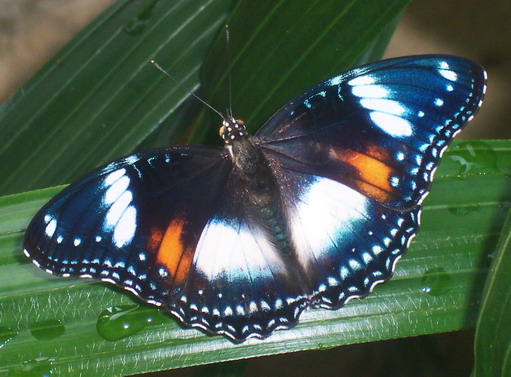
Самка с Явы

- H. b. jacintha (Drury, 1773) — Самки данного подвида заметно отличаются от самок номинативного подвида тем, что субмаргинальные белые отметины на задних крыльях самки более выражены, а на тёмно-синих передних крыльях есть вкрапления переливающихся синих пятен. Наиболее отличительной чертой, позволяющей разделить данный подвид и номинативный, является более широкая и толстая субмаргинальная полоса на задних крыльях. У этого подвида, отметины обычно меньше, имеют отчетливую V-образную форму и разделены. Однако из-за изменчивости и множества форм обоих подвидов эту характеристику следует дополнительно подтвердить с помощью экспериментов по разведению[20].

- H. b. jaluita Fruhstorfer, 1903
- H. b. kezia (Butler)

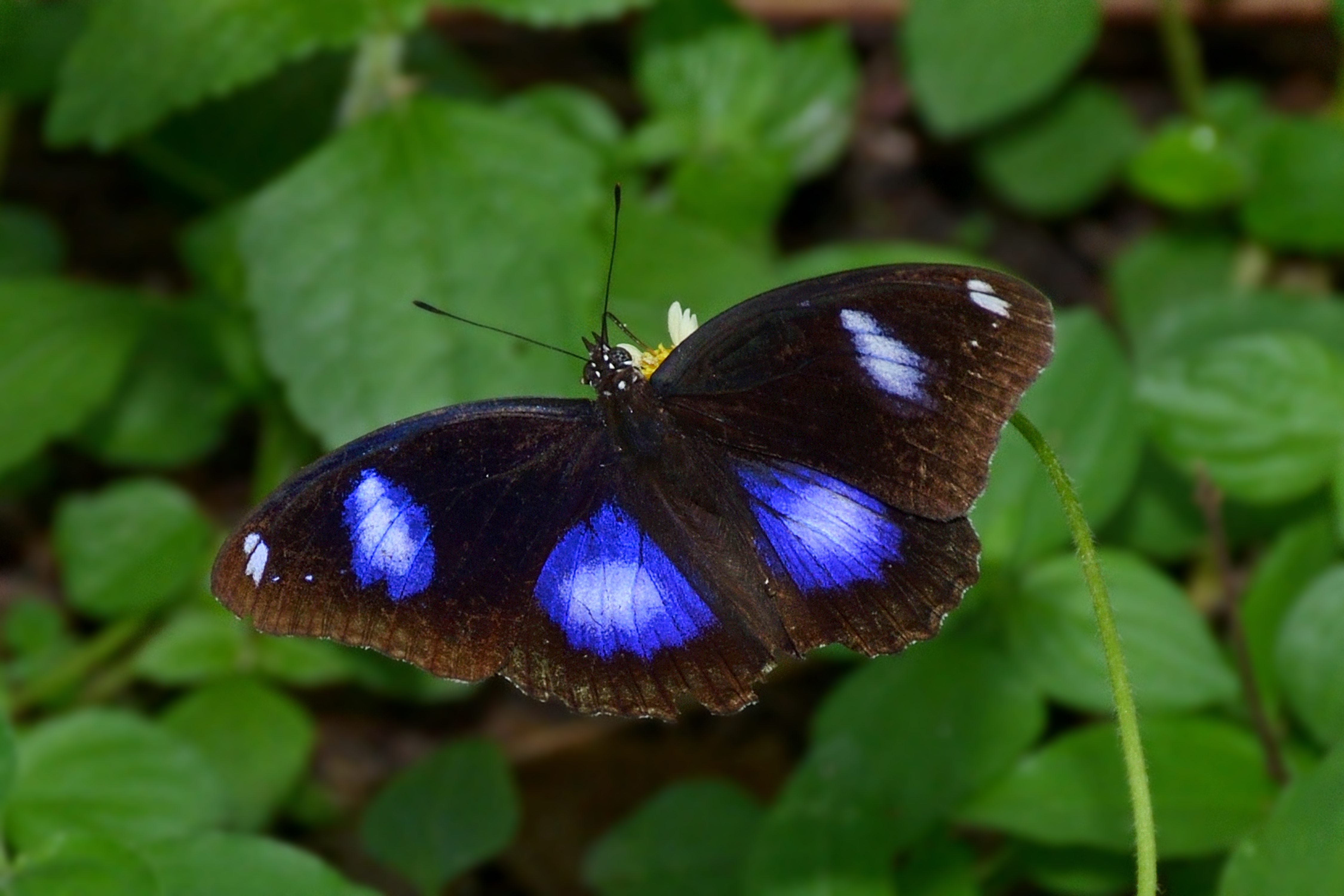
Самец подвида jacintha

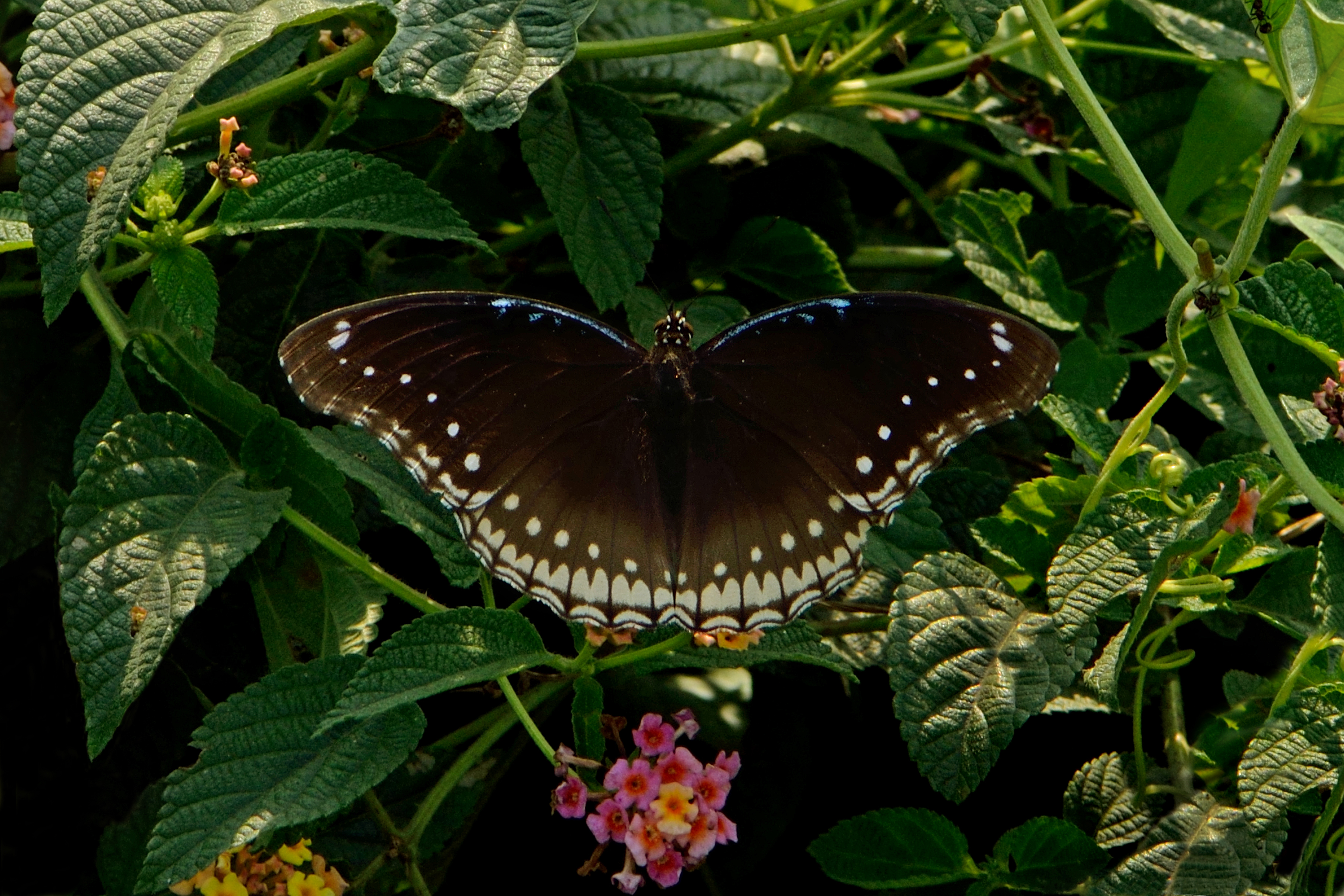
Самка подвида jacintha

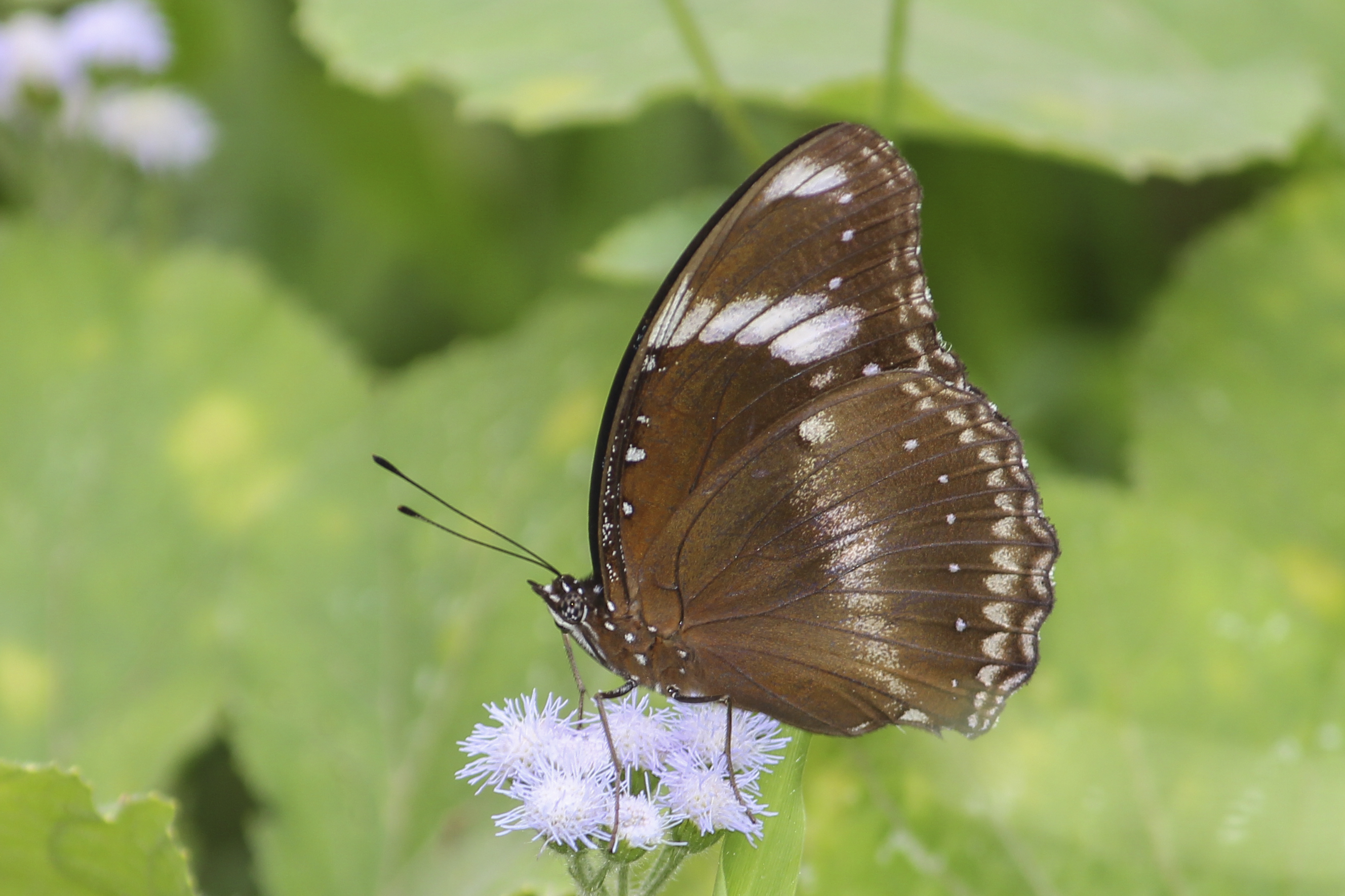
С закрытыми крыльями

- H. b. kraimoku (Eschscholtz, 1821)
- H. b. labuana Butler, 1879
- H. b. lisianassa (Cramer, 1779)
- H. b. listeri Butler, 1888
- H. b. montrouzieri (Butler)
- H. b. naresii Butler, 1883
- H. b. nerina (Fabricius, 1775) — данный подвид обитает в Индии, тихоокеанских островах, Юго-Восточной Азии[21] и в Австралии, в штатах Виктория, Квинсленде, Новом Южном Уэльсе, в Южной Австралии и в Северной Территории[6]. В 1971 году, данный подвид обнаружили в Новой Зеландии[22]. В 2019, был найден мозаичный гинандроморф этого подвида[23].

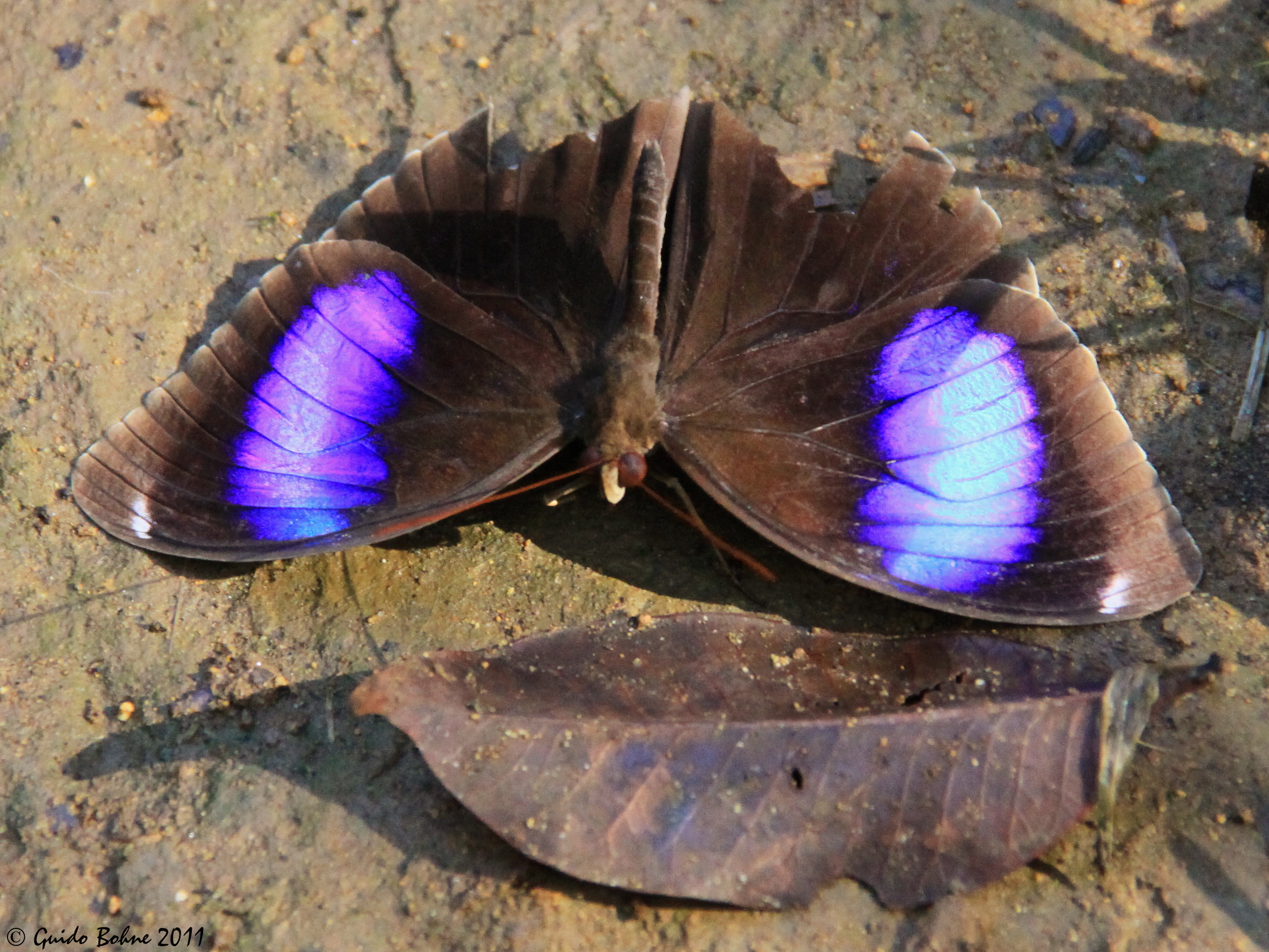
Самец этого подвида

- H. b. pallescens (Butler)
- H. b. philippensis (Butler, 1874)
- H. b. pulchra (Butler)
- H. b. rarik Eschscholtz, 1821)